# Lista rezervațiilor naturale din județul Bihor
Lista rezervațiilor naturale din județul Bihor cuprinde ariile protejate de interes național (rezervații naturale), aflate pe teritoriul administrativ al județului Bihor, declarate prin Legea Nr. 5 din 6 martie 2000 (privind aprobarea Planului de amenajare a teritoriului național  Secțiunea a III-a - arii protejate)

## Lista ariilor protejate
Arie naturală protejată încadrată în categoria a III-a IUCN - monument al naturii
     Arie naturală protejată încadrată în categoria a IV-a IUCN - rezervație naturală
| Denumirea ariei protejate                          | Cod       | Localizare          | Categorie IUCN | Tip           | Suprafață (ha) | Observații (foto)        |
| -------------------------------------------------- | --------- | ------------------- | -------------- | ------------- | -------------- | ------------------------ |
| Avenul Borțigului                                  | RONPA0162 | Pietroasa           | III            | speologic     | 0,10           |                          |
| Avenul Câmpeneasa cu Izbucul Boiu                  | RONPA0181 | Vașcău              | III            | speologic     | 1              | Avenul Câmpeneasa        |
| Calcarele cu hippuriți din Valea Crișului          | RONPA0208 | Valea Crișului      | IV             | paleontologic | 0,40           |                          |
| Calcarele tortoniene de la Miheleu                 | RONPA0203 | Lăzăreni            | IV             | paleontologic | 0,40           |                          |
| Calcarele tortoniene de la Tășad                   | RONPA0205 | Drăgești            | IV             | paleontologic | 0,40           |                          |
| Colonia de păsări de la Pădurea Rădvani            | RONPA0211 | Cefa                | IV             | zoologic      | 1              |                          |
| Complexul hidrografic Valea Rece                   | RONPA0200 | Sălacea             | IV             | botanic       | 2              |                          |
| Complexul Carstic din Valea Ponorului              | RONPA0166 | Pietroasa           | IV             | speologic     | 14,90          |                          |
| Cetatea Rădesei                                    | RONPA0171 | Budureasa           | IV             | mixt          | 20             |                          |
| Dealul Pacău                                       | RONPA0195 | Șoimi               | IV             | botanic       | 15             |                          |
| Defileul Crișului Repede                           | RONPA0182 | Vadu Crișului       | IV             | mixt          | 219,70         | Defileul Crișului Repede |
| Defileul Crișului Negru la Borz                    | RONPA0191 | Borz                | IV             | mixt          | 12             | Avenul Câmpeneasa        |
| Depresiunea Bălileasa                              | RONPA0174 | Pietroasa           | IV             | mixt          | ?              |                          |
| Fâneața Izvoarelor Crișul Pietros                  | RONPA0165 | Pietroasa           | IV             | botanic       | 1              |                          |
| Fâneața Valea Roșie                                | RONPA0179 | Săldăbagiu de Munte | IV             | botanic       | 4              |                          |
| Ferice Plai și Hoancă                              | RONPA0180 | Bontești            | IV             | mixt          | 0,10           |                          |
| Ghețarul Focul Viu                                 | RONPA0161 | Pietroasa           | IV             | speologic     | 0,10           |                          |
| Groapa Ruginoasa                                   | RONPA0158 | Pietroasa           | IV             | geologic      | 20,40          |                          |
| Groapa de la Bârsa                                 | RONPA0175 | Pietroasa           | IV             | geologic      | 30             |                          |
| Gruiul Pietrii                                     | RONPA0202 | Lugașu de Jos       | IV             | paleontologic | 0,40           |                          |
| Izbucul intermitent de la Călugări                 | RONPA0178 | Cărpinet            | III            | geologic      | 14,40          |                          |
| Izvoarele mezotermale Răbăgani                     | RONPA0212 | Răbăgani            | IV             | zoologic      | 0,50           |                          |
| Lacul Cicoș                                        | RONPA0201 | Olosig              | IV             | mixt          | 10             |                          |
| Locul fosilifer de la Cornițel                     | RONPA0209 | Borod               | IV             | paleontologic | 0,01           |                          |
| Locul fosilifer de pe Dealul Șomleu                | RONPA0204 | Betfia              | IV             | paleontologic | 5              |                          |
| Locul fosilifer din Valea Lionii-Peștiș            | RONPA0206 | Peștiș              | IV             | paleontologic | 0,01           |                          |
| Lentila 204 Brusturi - Cornet                      | RONPA0207 | Aștileu             | IV             | paleontologic | 0,10           |                          |
| Molhașurile din Valea Izbucelor                    | RONPA0164 | Pietroasa           | IV             | botanic       | 80             |                          |
| Pădurea cu narcise de la Oșorhei                   | RONPA0192 | Alparea             | IV             | botanic       | 2              |                          |
| Pășunea cu Corynephorus de la Voievozi             | RONPA0199 | Șimian              | IV             | botanic       | 5              |                          |
| Pârâul Pețea                                       | RONPA0194 | Băile Felix         | IV             | botanic       | 4              |                          |
| Piatra Grăitoare                                   | RONPA0197 | Budureasa           | IV             | botanic       | 5              |                          |
| Poiana cu narcise de la Goroniște                  | RONPA0196 | Tinca               | IV             | botanic       | 1              |                          |
| Pietrele Galbenei                                  | RONPA0159 | Pietroasa           | III            | geologic      | 6,30           |                          |
| Piatra Bulzului                                    | RONPA0160 | Pietroasa           | III            | geologic      | 1,40           |                          |
| Pietrele Boghii                                    | RONPA0169 | Pietroasa           | IV             | mixt          | 38,40          |                          |
| Poiana Florilor                                    | RONPA0172 | Pietroasa           | IV             | mixt          | 1              |                          |
| Platoul carstic Padiș                              | RONPA0173 | Pietroasa           | IV             | mixt          | 39             |                          |
| Platoul carstic Lumea Pierdută                     | RONPA0177 | Pietroasa           | IV             | mixt          | 39             |                          |
| Peștera cu Apă din Valea Leșului                   | RONPA0187 | Bulz                | IV             | speologic     | 0,5            |                          |
| Peștera Ciurul Ponor                               | RONPA0183 | Roșia               | III            | speologic     | 1              |                          |
| Peștera Ciur Izbuc                                 | RONPA0184 | Roșia               | III            | speologic     | 0,10           |                          |
| Peștera Farcu                                      | RONPA0216 | Roșia               | III            | speologic     | 0,10           |                          |
| Peștera Gălășeni                                   | RONPA0190 | Gălășeni            | III            | speologic     | 0,10           |                          |
| Peștera Grueț                                      | RONPA0214 | Roșia               | III            | speologic     | 0,10           |                          |
| Peștera Igrița                                     | RONPA0215 | Aștileu             | III            | speologic     | 0,10           |                          |
| Peștera Meziad                                     | RONPA0210 | Meziad              | IV             | speologic     | 0,10           |                          |
| Peștera lui Micula                                 | RONPA0189 | Pietroasa           | III            | speologic     | 0,10           |                          |
| Peștera Osoi                                       | RONPA0185 | Fâșca               | III            | speologic     | 0,10           |                          |
| Peștera Urșilor                                    | RONPA0186 | Pietroasa           | III            | speologic     | 1              |                          |
| Peștera Toplița                                    | RONPA0217 | Dobrești            | III            | speologic     | 0,10           |                          |
| Peștera Smeilor de la Onceasa                      | RONPA0849 | Budureasa           | III            | speologic     | 0,50           |                          |
| Peștera Vacii                                      | RONPA0213 | Roșia               | III            | speologic     | 0,10           |                          |
| Peștera Vântului                                   | RONPA0188 | Șuncuiuș            | III            | speologic     | 0,10           |                          |
| Săritoarea Bohodeiului                             | RONPA0170 | Pietroasa           | IV             | mixt          | 32,90          |                          |
| Sistemul Carstic Peștera Cerbului - Avenul cu Vacă | RONPA0861 | Budureasa           | IV             | speologic     | 45             |                          |
| Valea Iadei                                        | RONPA0198 | Remeți              | IV             | botanic       | 2              |                          |
| Valea Galbenei                                     | RONPA0167 | Pietroasa           | IV             | mixt          | 70,50          |                          |
| Valea Sighiștelului                                | RONPA0168 | Câmpani             | IV             | mixt          | 412,60         |                          |
| Vârful Buteasa                                     | RONPA0163 | Budureasa           | IV             | botanic       | 2              |                          |
| Vârful Biserica Moțului                            | RONPA0176 | Pietroasa           | IV             | mixt          | 3              |                          |
| Vârful Cârligați                                   | RONPA0193 | Budureasa           | IV             | botanic       | 10             |                          |